# Červen 2020

nafta v řece Abarnaja

Toto je archivovaný článek z portálu Aktuality.
1. června – pondělí

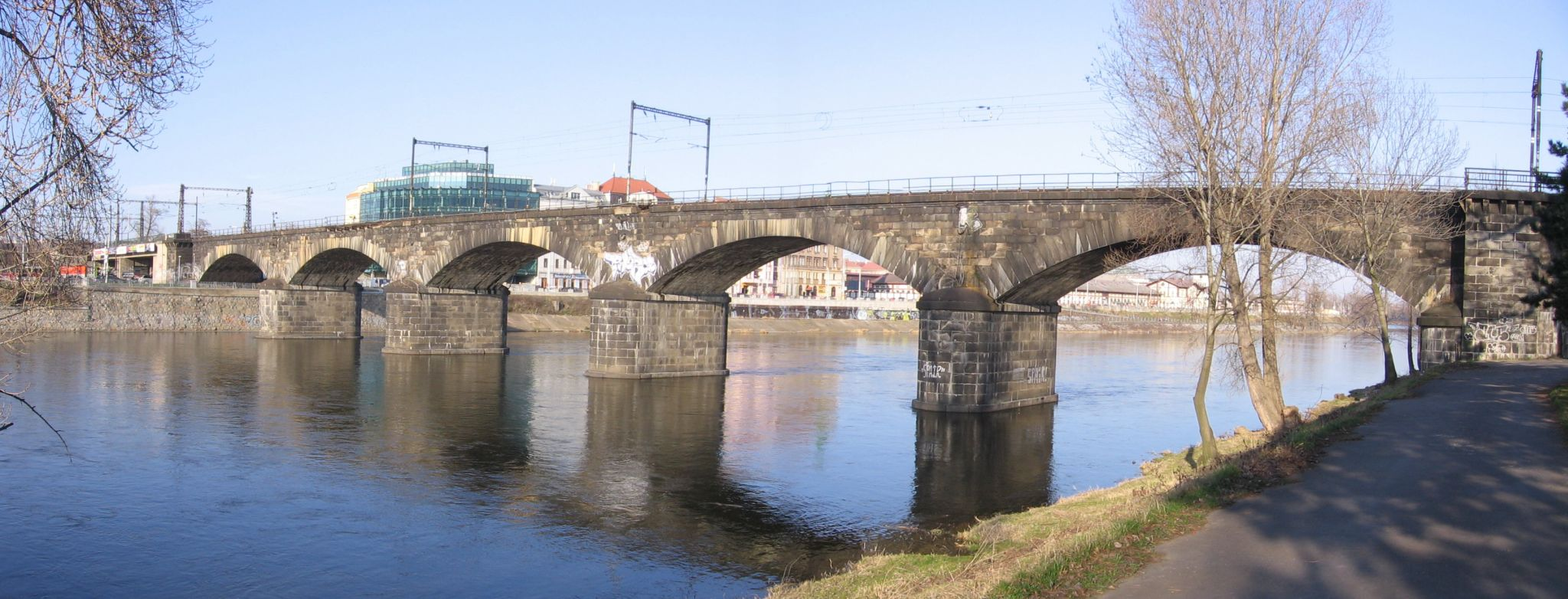
Negrelliho viadukt

 Po tříleté rekonstrukci se opět otevřel nejdelší železniční most ve střední Evropě Negrelliho viadukt (na obrázku) v Praze, který byl prvním pražským železničním mostem přes Vltavu. 
 Hongkongská policie poprvé v historii zakázala připomínku obětí masakru studentů na náměstí Nebeského klidu z roku 1989. 
2. června – úterý
 Ve velkém zlatém dole Olympiada u  Krasnojarsku na Sibiři onemocnělo covidem-19 už více než 1 200 lidí. Na místo byla nasazena ruská armáda, která zde vybudovala velkou polní nemocnici, ale práce v dole stále pokračují. 
3. června – středa
 Z tepelné elektrárny v sibiřském Norilsku unikly do řeky Ambarnaja tisíce tun nafty (na obrázku).  Značná koncentrace ropných látek byla zjištěna v řece i za plovoucími zábranami a hrozí proto zamoření velkého jezera Pjasino, bohatého na ryby a vodní živočichy. Prezident Vladimir Putin proto vyhlásil nouzový stav. 
 Slovenský premiér Igor Matovič přijel do České republiky na svou první zahraniční cestu. Premiéři obou zemí na úvod jednání oznámili, že se od půlnoci obnovuje volný pohyb osob mezi oběma státy bez omezení a lékařských kontrol. 
4. června – čtvrtek
 Na Staroměstském náměstí v Praze byla vztyčena replika  Mariánského sloupu strženého při nepokojích provázejících vznik Československa v roce 1918. 
 Republikánský kongresman John Barrasso navrhl americkému senátu přijetí dalších sankcí v souvislosti s výstavbou plynovodu Nord Stream 2. 
5. června – pátek

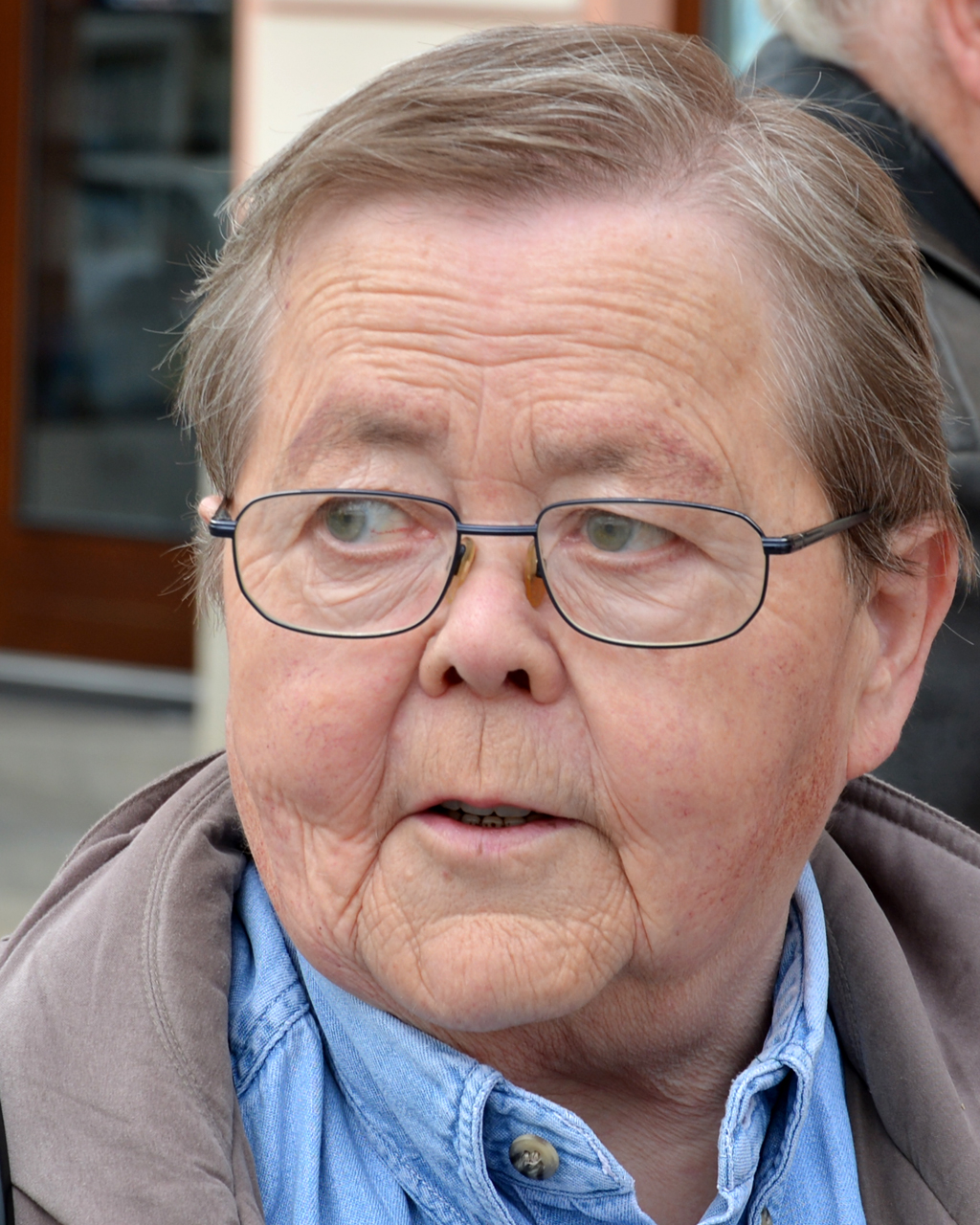
Jiří Hanák

 Jednotky věrné Vládě národní jednoty premiéra Fáize Sarrádže dobyly město Tarhúna, čímž ukončily obléhání libyjského hlavního města Tripolis silami polního maršála Chalífy Haftara. 
 Ve věku 82 let zemřel novinář, signatář Charty 77 a nositel Ceny Ferdinanda Peroutky Jiří Hanák (na obrázku). 
 Česká vláda kvůli ricinové kauze vyhostila dva ruské diplomaty pracující podle českých úřadů pro ruské tajné služby. 
6. června – sobota
 Jednotky věrné Vládě národní jednoty premiéra Fáize Sarrádže obsadily Baní Walíd. Egyptský prezident Abd al-Fattáh as-Sísí vyzval k příměří a zahájení diplomatických rozhovorů. 
9. června – úterý

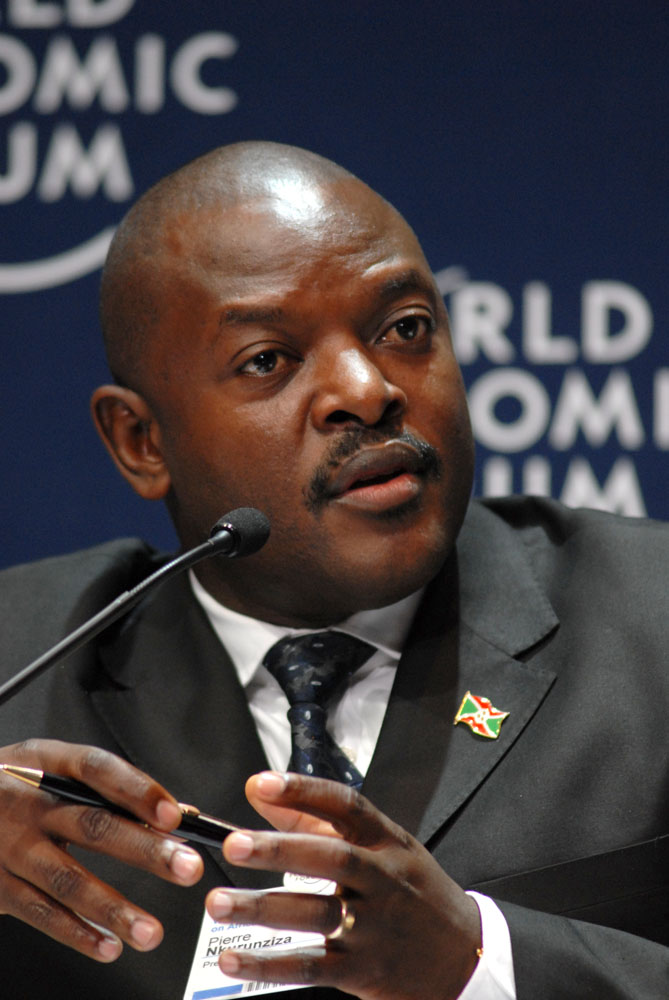
Pierre Nkurunziza

 Pierre Nkurunziza (na obrázku), stávající prezident Burundi, zemřel ve věku 55 let na infarkt. 
 Na území mexického státu Tabasco byla odhalena největší a nejstarší známá stavba, vybudovaná starověkou mayskou civilizací. Šlo o obdélníkovou plošinu Aguada Fénix z období 1000–800 let př. n. l. o rozměrech 1400×400 m s výškou 10–15 m. 
10. června – středa
 Organizace pro hospodářskou spolupráci a rozvoj (OECD) zveřejnila aktualizovaný výhled globální ekonomiky s odhadovaným propadem pro Českou republiku 9,6 %.
 Švédsko ukončilo vyšetřování vraždy Olofa Palmeho. Hlavní podezřelý zemřel před dvaceti lety. 
14. června – neděle
 V řadě evropských metropolí proběhly protesty spojené se smrtí George Floyda v americkém Minneapolisu. 
15. června – pondělí
 Při přestřelce v Nazrani zahynuli čtyři lidé. 
16. června – úterý
 Při střetech na sporné hranici mezi Čínou a Indií v Ladaku v Kašmíru byli zabiti nejméně tři indičtí vojáci. Jde o nejvážnější eskalaci konfliktu od roku 1962. 
 Americký prezident Donald Trump podepsal po rozsáhlých protestech exekutivní příkaz k reformě amerických policejních sborů. 
 Maďarský parlament ukončil platnost mimořádných vládních pravomocí během epidemie nemoci covid-19. 
 Severní Korea vyhodila do povětří budovu styčného úřadu obou korejských států v pohraničním městě Kesong, od ledna uzavřeného kvůli pandemii covidu-19. 
18. června – čtvrtek

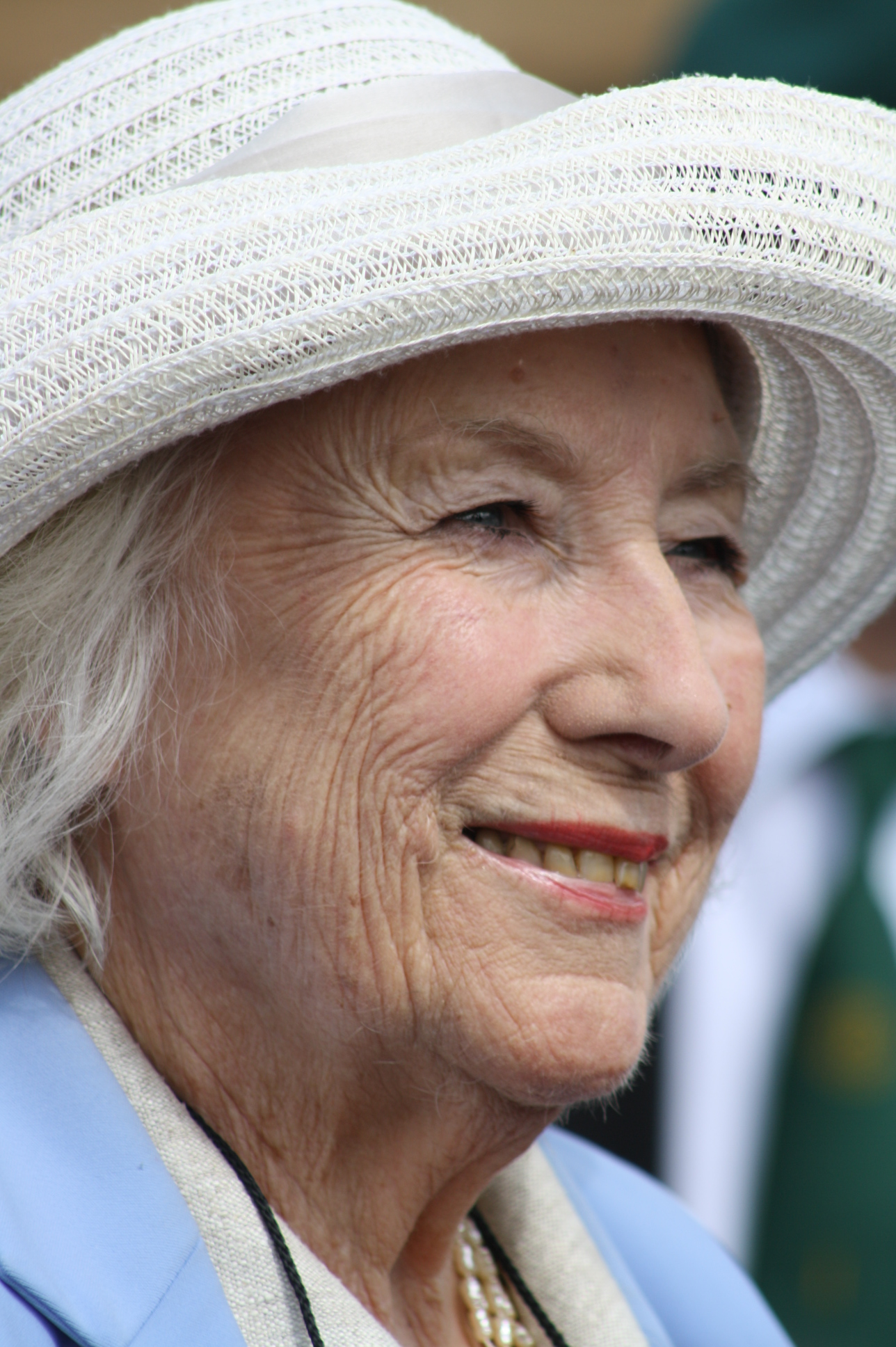
Vera Lynn

 Ve věku 103 let zemřela Vera Lynn (na obrázku), anglická zpěvačka, textařka a herečka. 
 Vatikán vyzval věřící, aby se vyhnuli investicím do zbrojního průmyslu a do společností profitujících z prodeje a spalování fosilních paliv. 
19. června – pátek
 Poslanci Evropského parlamentu schválili usnesení kritizující střet zájmů českého premiéra Andreje Babiše. 
20. června – sobota
 Kvůli zapojení Turecka do konfliktu v Libyi nařídil egyptský prezident Abdal Fattáh Sísí armádě přípravu k akci na vlastním, případně i cizím území. 
 Meteorologové v sibiřském Verchojansku naměřili 38 °C, nový teplotní rekord pro oblast za polárním kruhem. 
21. června – neděle

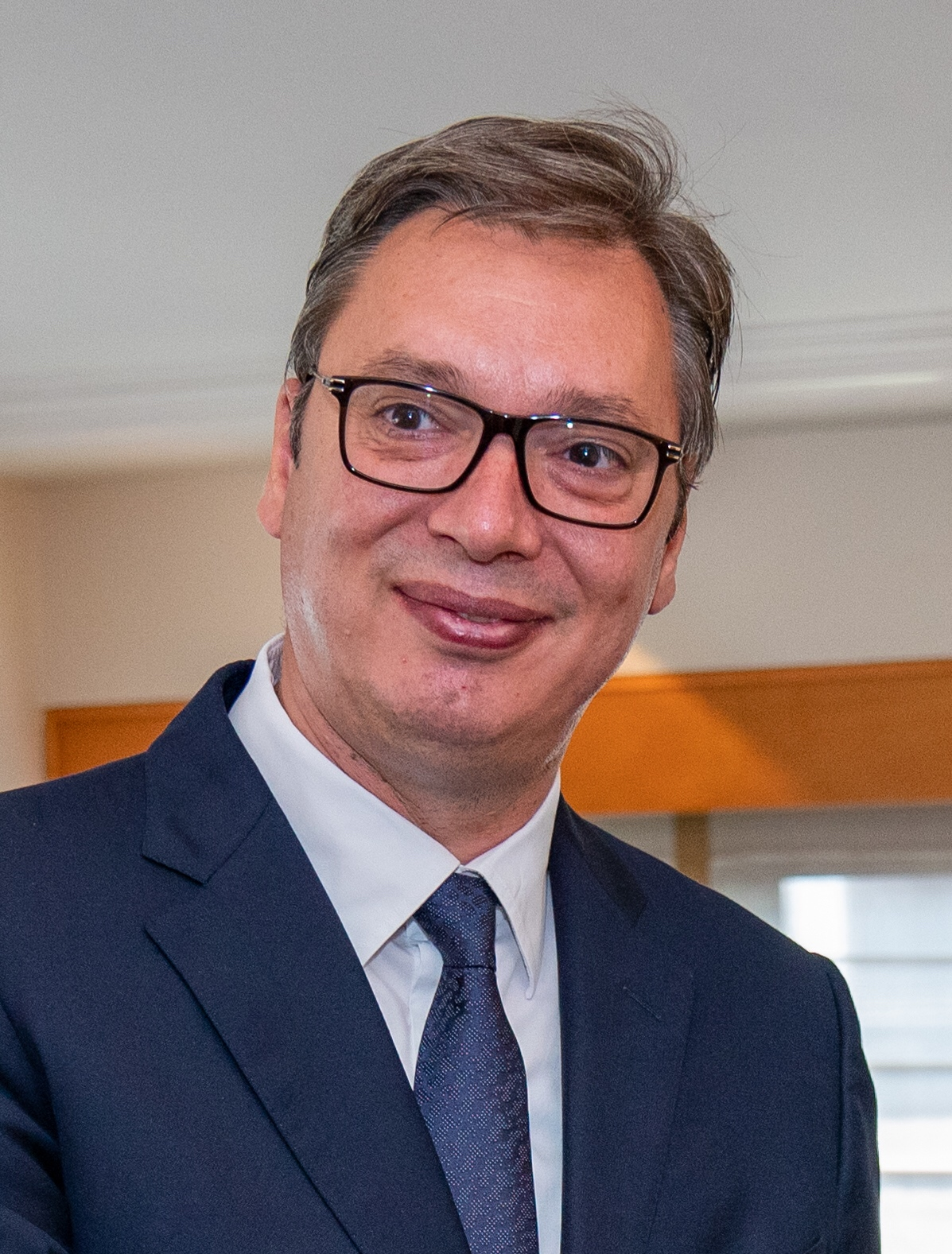
Aleksandar Vučić

 V Srbsku proběhly parlamentní volby odložené kvůli pandemii covidu-19. Podle předběžných výsledků zvítězila Srbská pokroková strana prezidenta Aleksandara Vučiće (na obrázku). 
23. června – úterý
 Zemřel český písničkář Karel Diepold. 
 Bývalý kyrgyzský prezident Almazbek Atambajev byl odsouzen k 11 letům vězení za omilostnění místního zločineckého bose. 
25. června – čtvrtek
 Kosovský prezident Hashim Thaçi byl mezi obviněnými, které zvláštní tribunál pro Kosovo v Haagu obžaloval z válečných zločinů a ze zločinů proti lidskosti. 
26. června – pátek
 Ekologickou anticenu Ropák roku obdržela ministryně pro místní rozvoj Klára Dostálová za přípravu nového stavebního zákona, Zelenou perlu premiér Andrej Babiš za výrok o motýlech a řepce. 
 Nehašené lesní požáry v odlehlých oblastech Ruska, zejména v Jakutsku, zasáhly plochu milion hektarů, ta se za posledních 10 dní zosmnáctinásobila. 
 Deník The New York Times informoval o zjištění tajných služeb USA, že ruská zpravodajská služba GRU platila afghánským ozbrojencům odměny za zabití vojáků NATO. 
27. června – sobota
 V zemích světa proběhl 24hodinový online Global Pride 2020 k 50. výročí prvního newyorského průvodu gay hrdosti. Kvůli pandemii covidu-19 bylo až 400 místních akcí zrušeno.
29. června – pondělí

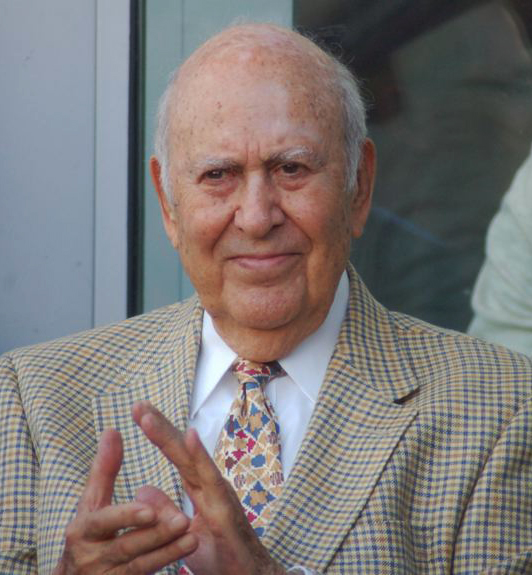
Carl Reiner

 Ve věku 98 let zemřel Carl Reiner (na obrázku), americký herec a režisér. 
 Írán vydal zatykač na amerického prezidenta Donalda Trumpa a požádal Interpol o pomoc při jeho zadržení. 
30. června – úterý
 Čína přijala kritizovaný hongkongský národní bezpečnostní zákon omezující autonomii města. Představitel prodemokratického hnutí Joshua Wong oznámil, že odstupuje z postu lídra opozice. 